# Amphoe Thung Chang

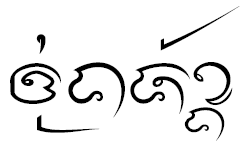
„Thung Chang“ in Lanna-Schrift

Amphoe Thung Chang (Thai: อำเภอ ทุ่งช้าง) ist ein Landkreis (Amphoe – Verwaltungs-Distrikt) im Norden der Provinz Nan. Die Provinz Nan liegt im Nordosten der Nordregion von Thailand.

## Geographie
Benachbarte Landkreise (von Osten im Uhrzeigersinn): die Amphoe Chaloem Phra Kiat, Pua, Chiang Klang und Song Khwae der Provinz Nan. Im Norden grenzt der Landkreis an die Provinz Sainyabuli von Laos.

## Geschichte
Die Geschichte von Thung Chang reicht zurück bis zum Kwaeng Khun Nan (ขุนน่าน), das im Jahr 1914 in Amphoe Lae (และ) konvertiert wurde. 1961 wurde es in Thung Chang umbenannt, da die Verwaltung zum Tambon Thung Chang verlegt worden war.

## Verwaltung

### Provinzverwaltung
Der Landkreis Thung Chang ist in vier Tambon („Unterbezirke“ oder „Gemeinden“) eingeteilt, die sich weiter in 40 Muban („Dörfer“) unterteilen.
| Nr. | Name        | Thai  | Muban | Einw. |
| --- | ----------- | ----- | ----- | ----- |
| 01. | Pon         | ปอน   | 08    | 2.761 |
| 02. | Ngop        | งอบ   | 11    | 5.551 |
| 03. | Lae         | และ   | 14    | 4.642 |
| 04. | Thung Chang | ทุ่งช้าง | 07    | 5.421 |

### Lokalverwaltung
Es gibt zwei Kommunen mit „Kleinstadt“-Status (Thesaban Tambon) im Landkreis:
- Ngop (Thai: เทศบาลตำบลงอบ) bestehend aus dem kompletten Tambon Ngop.
- Thung Chang (Thai: เทศบาลตำบลทุ่งช้าง) bestehend aus den Teilen der Tambon Lae, Thung Chang.

Außerdem gibt es drei „Tambon-Verwaltungsorganisationen“ (องค์การบริหารส่วนตำบล – Tambon Administrative Organizations, TAO)
- Pon (Thai: องค์การบริหารส่วนตำบลปอน) bestehend aus dem kompletten Tambon Pon.
- Lae (Thai: องค์การบริหารส่วนตำบลและ) bestehend aus Teilen des Tambon Lae.
- Thung Chang (Thai: องค์การบริหารส่วนตำบลทุ่งช้าง) bestehend aus Teilen des Tambon Thung Chang.